# Arichanna melanaria
Arichanna melanaria là một loài bướm đêm trong họ Geometridae.

## Hình ảnh

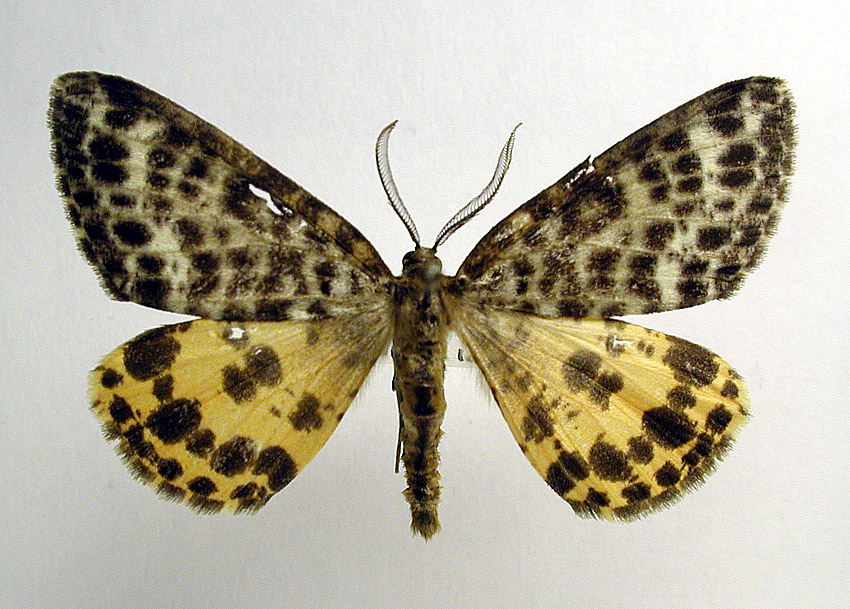
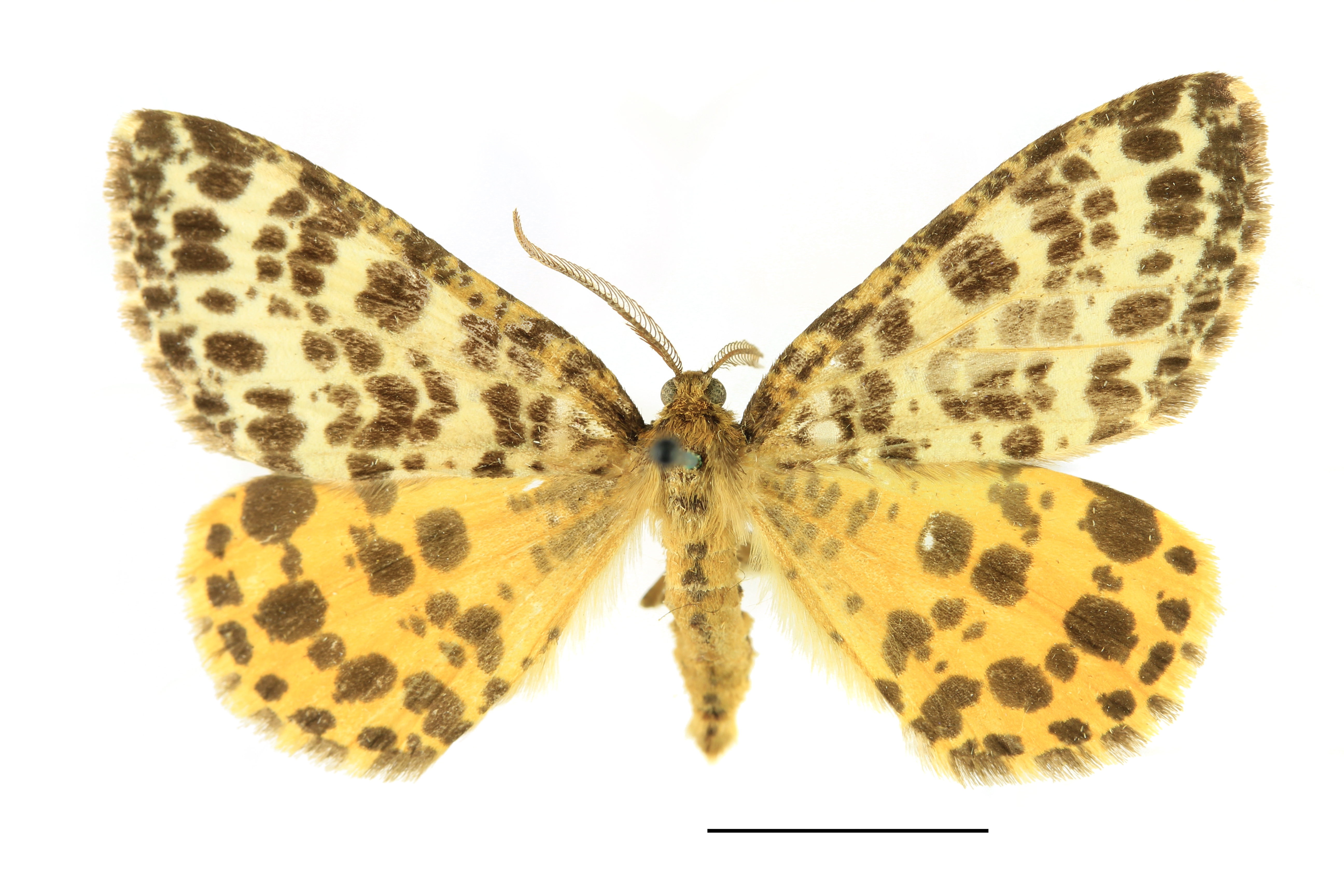
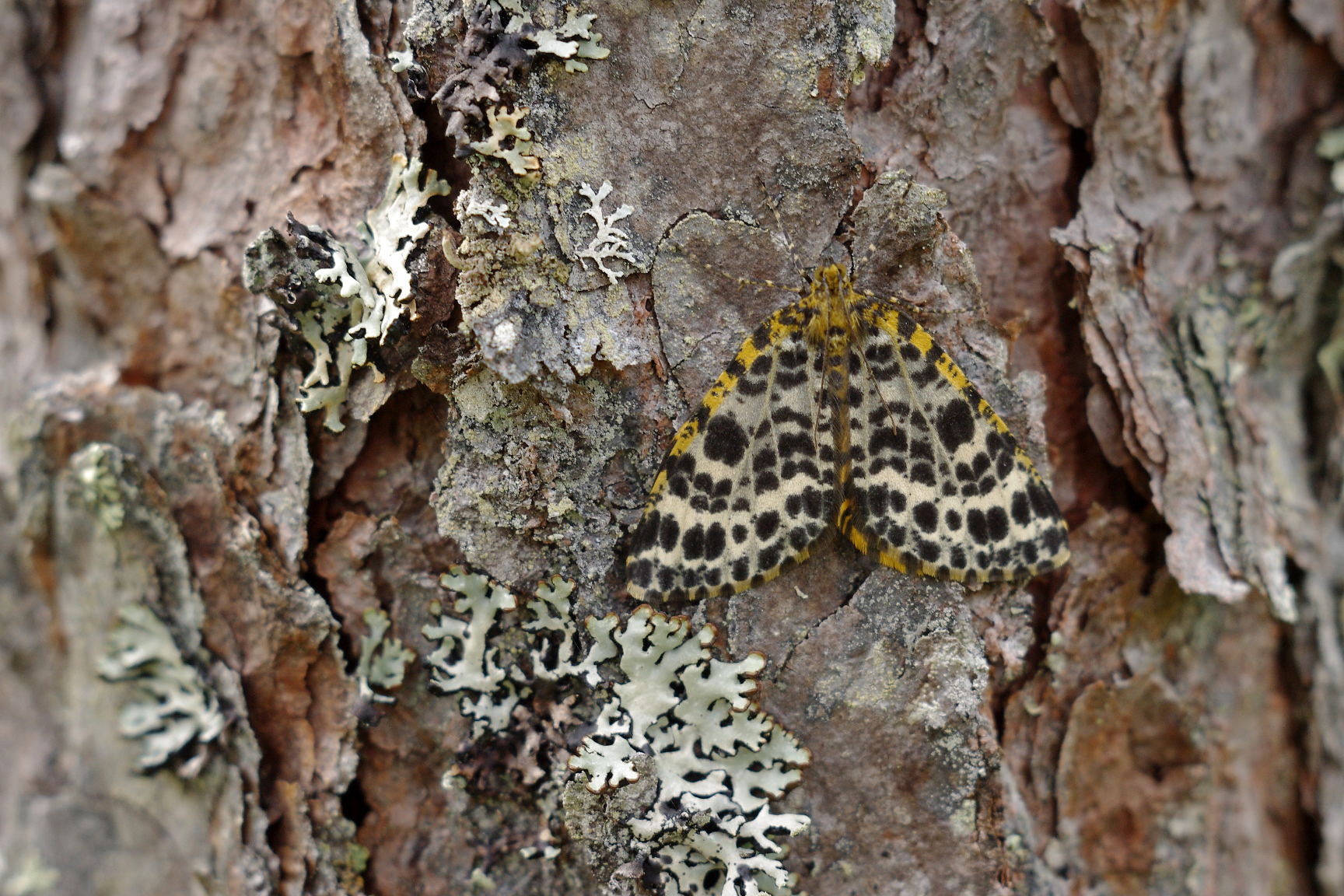

- Tập tin:DBP 1992 1606-R.JPG